# Othmar Winkler
Othmar Winkler (Brunico, 25 aprile 1907 – Trento, 22 agosto 1999) è stato un artista e scultore italiano.

## Biografia
Othmar Winkler nasce a Brunico (oggi in Provincia di Bolzano), allora nell'Impero Austria-Ungheria, il 25 aprile 1907 da Michael Winkler e da Rosa Mayer. Othmar a pochi anni dalla nascita viene affidato all'orfanotrofio di Bressanone, poiché il padre abbandona la famiglia per trovare maggior fortuna in America.
Nel 1926 si iscrive alla scuola professionale per apprendisti di Ortisei della Val Gardena, in Alto Adige, dove impara il ladino, antica lingua retro-romancia tipica e secolare dell'arco alpino.
Le sue sculture sono apprezzate dal Direttore della scuola prof. Balsamo Stella, torinese, nominato successivamente commissario governativo per l'Italia all'esposizione di arte decorativa di Stoccolma.
Nel 1928 appena finito gli studi si trasferisce ad Acqui presso uno scultore suo amico, il gardenese Emil Demetz.
Notato dall'avvocato Beccalario di Acqui, questi lo raccomanda al cognato, il Conte Pellati che vive a Roma.
Il 6 gennaio 1930 Winkler giunge a Roma e alloggia presso l'ostello della gioventù tedesca.
Fu nel 1931 che poté organizzare la sua prima mostra di scultura presso il Circolo della stampa estera di Roma. La rivista "Oggi e Domani" gli dedica una positiva recensione da parte di Gerardo Dottori, tanto che tra i numerosi avventori si presentò in abiti civili e quasi irriconoscibile a prima vista per l'autore, Benito Mussolini. Il Duce impressionato dalle sue opere, acquistò privatamente per 4.000 lire un'opera riguardante "San Cristoforo". In mostra era esposto anche la scultura "Dux pacis protector", raffigurante un contadino (con tratti simili al Duce) con un covone in mano, che calpesta una spada di guerra. Il suo sguardo rivolto ad ampie distese coltivate pareva essere indirizzato al lavoro della pace di tutto un popolo. Convocato a Palazzo Venezia, WInkler nel dicembre del 1932 inizia il ritratto di Mussolini. Scolpisce l'opera in legno nella Sala del Mappamondo.
Nello stesso anno è chiamato da Goebbels a Berlino. Il Ministro della propaganda nazista lo aveva potuto conoscere ad un ricevimento ufficiale presso l'ambasciata tedesca di Roma.
Nel 1937 intraprende un viaggio ad Oslo, in Norvegia. Qua ha la possibilità di conoscere il pittore Edvard Munch.
Nell'agosto del 1939 torna in Italia, e durante le opzioni avendo visto all'opera i nazisti, opta per l'Italia. A novembre si sposa. Nel 1940 espone alla nona mostra del Sindacato fascista delle belle arti a Bolzano con un'opra intitolata All'armi nel Mediterraneo.
Lavora fino al 1943 come insegnante ad Ortisei, fino ad essere licenziato per il suo carattere spigoloso.
Si trasferisce allora nel Trentino per lavorare presso la Soprintendenza alla Belle Arti di Trento. Termina i portali lignei iniziati nel 1940 per la Corporazione dei Professionisti e degli Artisti di Roma. Esegue la sua prima Via Crucis per la chiesa di San Udalrico a Lavis dove intanto si era accasato e svolgeva anche il lavoro di interprete.
Nel 1944 in agosto scappa in Val di Rabbi per non essere mandato come interprete a Montecassino. Qua restaura e realizza alcuni altari lignei, tra cui a Pejo, nella chiesa di San Giorgio. Si trasferisce poi a Sarnonico in Val di Non fino al 1951. In questo paese realizza grande parti delle sue opere d'arte sacra lignea, tra cui molte Via Crucis. La più famosa è per la chiesa dell'Istituto di Maria Bambina di Trento. 
Abbandonando l'arte sacra lignea, realizza arte profana bronzea. Realizza per la Provincia di Bolzano tra il 1955 e il 1958 il ciclo bronzeo sui "I lavori fondamentali dell'Uomo" e nel 1960 realizza il monumento a Padre Haspinger (Gsies) e ai Caduti a Bressanone. Winkler poi realizzerà i busti in marmo di Cesare Battisti e di Alcide De Gasperi presso il famedio del cimitero di Trento.
Nel pieno degli anni della contestazione, a Trento Winkler ispiratosi da questi eventi, eseguirà centinaia di schizzi dei giovani protagonisti frequentanti la facoltà di Sociologia. 
Nel frattempo l'artista inizia anche ad affrontare graficamente il tema delle guerre contadine del 1500 e della figura di Michael Gaismair. 
Nel 1994 espone il ciclo Storia delle Genti Trentine nella sede del Parlamento Europeo a Strasburgo e poi ad Arco, dove la mostra è inaugurata alla presenza di Otto d'Asburgo.
Nel 1998 dona alla città di Assisi, colpita gravemente dal terremoto, il bronzo San Francesco straziato.
Othmar Winkler si spegne a Trento il 22 agosto del 1999 e viene sepolto nel piccolo cimitero di Velturno, paesino d'adozione a cui si era legato per avergli offerto le sue numerose esposizioni.